# (34788) 2001 RE114
2001 RE114 (asteroide 34788) é um asteroide da cintura principal. Possui uma excentricidade de 0.14086090 e uma inclinação de 9.94269º.
Este asteroide foi descoberto no dia 12 de setembro de 2001 por LINEAR em Socorro.